# سفارة ليتوانيا في واشنطن العاصمة

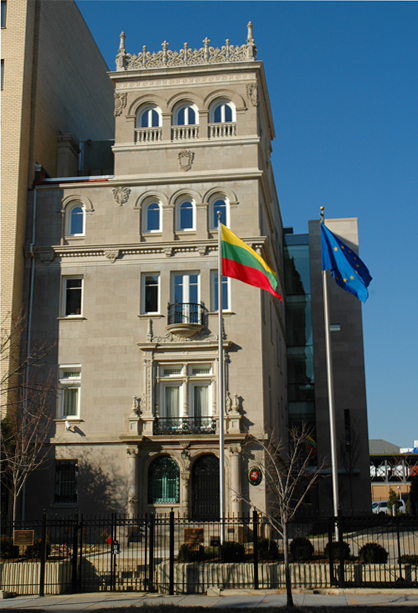
سفارة ليتوانيا

سفارة ليتوانيا في واشنطن العاصمة هي بعثة دبلوماسية من جمهورية ليتوانيا إلي الولايات المتحدة تقع في 2622 شارع 16 نورث ويست في حي آدامز مورغان.

## وصلات خارجية
- الموقع الرسمي
- ليتوانيا ويكيمابيا

‌